# كولونيا ديل ساكرامنتو
كولونيا ديل ساكرامنتو (بالإسبانية: Colonia del Sacramento) هي مدينة في جنوب غرب أوروغواي على ضفة نهر ريو دي لا بلاتا، وتقابلها بوينس آيرس عاصمة الأرجنتين على الضفة الأخرى. تعد المدينة من أقدم المدن في أوروغواي وعاصمة إدارة كولونيا. يبلغ عدد سكانها حوالي 27,000 نسمة.

## الجدول الزمني للحكم
أنظمة الحكم التي حكمت المدينة من 1680 إلى الوقت الحاضر (مع علم الفترة) هي :
| من عند | إلى  | الحاكم                                    | سبب التسليم                        |
| ------ | ---- | ----------------------------------------- | ---------------------------------- |
| 1680   | 1680 | البرتغال                                  | غزاها خوسيه دي غارو                |
| 1680   | 1681 | إسبانيا                                   | معاهدة لشبونة المؤقتة              |
| 1681   | 1705 | البرتغال                                  | تم غزوها في حرب الخلافة الإسبانية  |
| 1705   | 1713 | إسبانيا                                   | معاهدة أوتريخت                     |
| 1714   | 1762 | البرتغال                                  | الحملة الأولى لبيدرو سيفايوس       |
| 1762   | 1763 | إسبانيا                                   | معاهدة باريس (1763)                |
| 1763   | 1777 | البرتغال                                  | الحملة الثانية لبيدرو سيفايوس      |
| 1777   | 1811 | إسبانيا                                   | تمرد بقيادة خوسيه جيرفاسيو أرتيجاس |
| 1811   | 1817 | الرابطة الفيديرالية                       | الغزو البرتغالي لباندا الشرقية     |
| 1817   | 1822 | المملكة المتحدة للبرتغال والبرازيل والغرب | إعلان الاستقلال البرازيلي          |
| 1822   | 1828 | البرازيل                                  | حرب سيسبلتين                       |
| 1828   | حاضر | أوروغواي                                  |                                    |

## تعداد السكان
في عام 2011، بلغ عدد سكان كولونيا ديل ساكرامنتو 26,231 نسمة.
| عام  | تعداد السكان |
| ---- | ------------ |
| 1908 | 8,021        |
| 1963 | 12,846       |
| 1975 | 17,046       |
| 1985 | 19,102       |
| 1996 | 22,200       |
| 2004 | 21,714       |
| 2011 | 26,231       |

المصدر: المعهد الوطني للأوروغواي 

## مناخ
يوجد في كولونيا ديل ساكرامنتو مناخ شبه استوائي رطب معتدل، ويحمل التصنيف Cfa حسب تصنيف مناخ كوبن. الصيف دافئ والشتاء بارد مع موجات الصقيع والضباب بشكل متكرر نسبيا. تتساقط الأمطار بشكل متساوي على مدار العام بمعدل 1,039 مم، ومتوسط درجة الحرارة السنوي هو 17 درجة مئوية (63 فهرنهايت).
| البيانات المناخية لـكولونيا ديل ساكرامنتو، الأوروغواي (1980–2009) | البيانات المناخية لـكولونيا ديل ساكرامنتو، الأوروغواي (1980–2009) | البيانات المناخية لـكولونيا ديل ساكرامنتو، الأوروغواي (1980–2009) | البيانات المناخية لـكولونيا ديل ساكرامنتو، الأوروغواي (1980–2009) | البيانات المناخية لـكولونيا ديل ساكرامنتو، الأوروغواي (1980–2009) | البيانات المناخية لـكولونيا ديل ساكرامنتو، الأوروغواي (1980–2009) | البيانات المناخية لـكولونيا ديل ساكرامنتو، الأوروغواي (1980–2009) | البيانات المناخية لـكولونيا ديل ساكرامنتو، الأوروغواي (1980–2009) | البيانات المناخية لـكولونيا ديل ساكرامنتو، الأوروغواي (1980–2009) | البيانات المناخية لـكولونيا ديل ساكرامنتو، الأوروغواي (1980–2009) | البيانات المناخية لـكولونيا ديل ساكرامنتو، الأوروغواي (1980–2009) | البيانات المناخية لـكولونيا ديل ساكرامنتو، الأوروغواي (1980–2009) | البيانات المناخية لـكولونيا ديل ساكرامنتو، الأوروغواي (1980–2009) | البيانات المناخية لـكولونيا ديل ساكرامنتو، الأوروغواي (1980–2009) |
| الشهر                                                             | يناير                                                             | فبراير                                                            | مارس                                                              | أبريل                                                             | مايو                                                              | يونيو                                                             | يوليو                                                             | أغسطس                                                             | سبتمبر                                                            | أكتوبر                                                            | نوفمبر                                                            | ديسمبر                                                            | المعدل السنوي                                                     |
| ----------------------------------------------------------------- | ----------------------------------------------------------------- | ----------------------------------------------------------------- | ----------------------------------------------------------------- | ----------------------------------------------------------------- | ----------------------------------------------------------------- | ----------------------------------------------------------------- | ----------------------------------------------------------------- | ----------------------------------------------------------------- | ----------------------------------------------------------------- | ----------------------------------------------------------------- | ----------------------------------------------------------------- | ----------------------------------------------------------------- | ----------------------------------------------------------------- |
| الدرجة القصوى °م (°ف)                                             | 39.6 (103.3)                                                      | 35.8 (96.4)                                                       | 34.9 (94.8)                                                       | 31.6 (88.9)                                                       | 30.9 (87.6)                                                       | 25.8 (78.4)                                                       | 30.6 (87.1)                                                       | 28.8 (83.8)                                                       | 30.6 (87.1)                                                       | 32.8 (91.0)                                                       | 36.4 (97.5)                                                       | 38.0 (100.4)                                                      | 39.6 (103.3)                                                      |
| متوسط درجة الحرارة الكبرى °م (°ف)                                 | 28.6 (83.5)                                                       | 27.1 (80.8)                                                       | 25.7 (78.3)                                                       | 22.0 (71.6)                                                       | 18.4 (65.1)                                                       | 14.9 (58.8)                                                       | 14.4 (57.9)                                                       | 16.6 (61.9)                                                       | 18.2 (64.8)                                                       | 21.4 (70.5)                                                       | 24.1 (75.4)                                                       | 27.0 (80.6)                                                       | 21.5 (70.7)                                                       |
| المتوسط اليومي °م (°ف)                                            | 23.8 (74.8)                                                       | 22.9 (73.2)                                                       | 21.5 (70.7)                                                       | 18.2 (64.8)                                                       | 14.9 (58.8)                                                       | 11.8 (53.2)                                                       | 11.1 (52.0)                                                       | 12.7 (54.9)                                                       | 14.1 (57.4)                                                       | 17.1 (62.8)                                                       | 19.6 (67.3)                                                       | 22.2 (72.0)                                                       | 17.5 (63.5)                                                       |
| متوسط درجة الحرارة الصغرى °م (°ف)                                 | 19.0 (66.2)                                                       | 18.6 (65.5)                                                       | 17.4 (63.3)                                                       | 14.3 (57.7)                                                       | 11.4 (52.5)                                                       | 8.7 (47.7)                                                        | 7.8 (46.0)                                                        | 8.9 (48.0)                                                        | 10.1 (50.2)                                                       | 12.9 (55.2)                                                       | 15.1 (59.2)                                                       | 17.4 (63.3)                                                       | 13.5 (56.3)                                                       |
| أدنى درجة حرارة °م (°ف)                                           | 10.1 (50.2)                                                       | 10.3 (50.5)                                                       | 8.1 (46.6)                                                        | 5.1 (41.2)                                                        | 0.2 (32.4)                                                        | 0.0 (32.0)                                                        | −0.7 (30.7)                                                       | 0.4 (32.7)                                                        | 1.5 (34.7)                                                        | 4.7 (40.5)                                                        | 4.1 (39.4)                                                        | 8.8 (47.8)                                                        | −0.7 (30.7)                                                       |
| الهطول مم (إنش)                                                   | 101.3 (3.99)                                                      | 102.2 (4.02)                                                      | 134.0 (5.28)                                                      | 110.6 (4.35)                                                      | 89.5 (3.52)                                                       | 67.9 (2.67)                                                       | 65.3 (2.57)                                                       | 76.7 (3.02)                                                       | 72.8 (2.87)                                                       | 111.6 (4.39)                                                      | 112.6 (4.43)                                                      | 100.8 (3.97)                                                      | 1٬145٫4 (45.09)                                                   |
| متوسط أيام هطول الأمطار (≥ 1.0 mm)                                | 6                                                                 | 6                                                                 | 6                                                                 | 6                                                                 | 5                                                                 | 5                                                                 | 5                                                                 | 5                                                                 | 6                                                                 | 7                                                                 | 7                                                                 | 6                                                                 | 70                                                                |
| متوسط الرطوبة النسبية (%)                                         | 66                                                                | 70                                                                | 73                                                                | 74                                                                | 75                                                                | 77                                                                | 76                                                                | 73                                                                | 71                                                                | 71                                                                | 68                                                                | 66                                                                | 72                                                                |
| ساعات سطوع الشمس الشهرية                                          | 288.3                                                             | 237.3                                                             | 235.6                                                             | 180.0                                                             | 167.4                                                             | 132.0                                                             | 151.9                                                             | 179.8                                                             | 198.0                                                             | 223.2                                                             | 240.0                                                             | 272.8                                                             | 2٬506٫3                                                           |
| ساعات سطوع الشمس اليومية                                          | 9.3                                                               | 8.4                                                               | 7.6                                                               | 6.0                                                               | 5.4                                                               | 4.4                                                               | 4.9                                                               | 5.8                                                               | 6.6                                                               | 7.2                                                               | 8.0                                                               | 8.8                                                               | 6.8                                                               |
| المصدر #1: Instituto Nacional de Investigación Agropecuaria       |                                                                   |                                                                   |                                                                   |                                                                   |                                                                   |                                                                   |                                                                   |                                                                   |                                                                   |                                                                   |                                                                   |                                                                   |                                                                   |
| المصدر #2: Dirección Nacional de Meteorología                     |                                                                   |                                                                   |                                                                   |                                                                   |                                                                   |                                                                   |                                                                   |                                                                   |                                                                   |                                                                   |                                                                   |                                                                   |                                                                   |

## التمثيل القنصلي
تحتفظ كل من الأرجنتين والبرتغال بقنصلية لكل منهما في كولونيا ديل ساكرامنتو.

## مدن شقيقة
- غيماريش،  البرتغال [7]
- مورون،  الأرجنتين [8]
- أوليندا،  البرازيل [9]
- بيلوتاس،  البرازيل [10]
- كويلمس،  الأرجنتين [11]